# Dicrocoeliidae
Dicrocoeliidae je čeleď motolic.

## Popis a životní cyklus
Motolice z čeledi Dicrocoeliidae vykazují tříhostitelské životní cykly, které jsou vázány na suchozemské prostředí. Dospělci představují endoparazity obojživelníků, plazů, ptáků i savců, přičemž většinou se lokalizují ve žlučových cestách a vývodu slinivky břišní, méně často pak ve střevech. Z vyloučených vajíček se, na rozdíl od řady dalších druhů motolic, nelíhne pohyblivá vodní larva miracidium; vajíčka s vyvinutými miracidiemi musí přímo pozřít mezihostitelský plž, v jehož těle pokračuje další larvální vývoj. Plže skrze jeho plášťovou dutinu opouštějí cerkarie, například v podobě slizové koule. Takto musí být pozřeny sekundárním mezihostitelem, kterým bývá hmyz, například mravenci. V těle sekundárního mezihostitele se cerkarie následně encystují do podoby metacerkarií, cyklus se opět uzavírá nákazou definitivního hostitele alimentární cestou.
Především motolice kopinatá (Dicrocoelium dendriticum) se proslavila svou schopností manipulovat s chováním mezihostitelských mravenců, aby tak zvýšila šance, že budou spolu s nimi jejich metacerkarie pozřeny definitivním hostitelem, jimž bývají ovce. Když mravenec pozře slizovou kouli s cerkariemi, většina se jich opouzdří, ale alespoň jedna se usadí v ganglionu mravence, kde může měnit jeho chování: infikovaný mravenec zůstává – vyjma nejteplejších částí dne – zakousnutý do stébla trávy a snáze tak může dojít k jeho spasení ovcemi. Ačkoli neencystovaná cerkarie uhyne, z hlediska evoluční biologie se jedná pouze o pseudoaltruismus, protože ostatní cerkarie, kterým pomáhá se prosadit, jsou jejími genetickými kopiemi (vznikají nepohlavním rozmnožováním).

## Význam
Ve veterinární parazitologii nabývají největšího významu dicrocoelidní motolice přežvýkavců. Jde především o zástupce rodů Dicrocoelium (D. dendriticum Rudolphi 1819; D. chinensis Tang & Tang, 1978; D. hospes Looss, 1907; D. orientale Sudarikov & Ryjikov, 1951; a D. petrowi Kassimov, 1952), Eurytrema (E. cladorchis (Chin, Li & Wei, 1965); E. coelomaticum (Girad & Billet, 1892); E. pancreaticum (Janson, 1889); a E. procyonis Delton, 1942) a Platynosomum (P. fastosum Kossack, 1910). V závislosti na druhu jsou tyto motolice rozšířeny prakticky celosvětově, včetně izolovaných ostrovních stanovišť, jako je Madagaskar (v případě E. pancreaticum).
Atypickým hostitelem může být i člověk (např. pro D. dendriticum). Průběh nákazy je podobný jako u infekcí motolicemi rodu Clonorchis a Opisthorchis, ačkoli obvykle probíhá v mírnější formě.

## Přehled rodů
Na základě Fauna Europaea 2012:
- Athesmia Looss, 1899
- Brachydistomum Travassos, 1944
- Brachylecithum Shtrom, 1940
- Brodenia Gedoelst, 1913
- Conspicuum Bhalerao, 1936
- Corrigia Shtrom, 1940
- Dicrocoelium Dujardin, 1845
- Euparadistomum Tubangui, 1931
- Eurytrema Looss, 1907
- Lutztrema Travassos, 1941
- Lyperosomum Looss, 1899
- Paradistomum Kossack, 1910
- Platynosomum Looss, 1907
- Prosolecithus Yamaguti, 1971
- Pseudoparadistomum Roca, 2003
- Skrjabinus Bhalerao, 1936
- Stromitrema Skrjabin, 1944
- Unilaterilecithum Oschmarin in Skrjabin and Evranova (1952)
- Zonorchis Travassos, 1944